# UFC Fight Night: Hunt vs. Bigfoot
UFC Fight Night: Hunt vs. Bigfoot（ユーユーエフシー・ファイトナイト：ハント・バーサス・ビッグフット、別名UFC Fight Night 33）は、アメリカ合衆国の総合格闘技団体「UFC」の大会の一つ。2013年12月7日、オーストラリア・クイーンズランド州ブリスベンのブリスベン・エンターテイメント・センターで開催された。

## 大会概要
本大会ではマーク・ハントとアントニオ・シウバによるヘビー級ワンマッチが組まれた。
キャリア13戦全勝のクリストフ・ヨトゥコ、ブルーノ・サントス、8戦無敗のベン・ウォール、7戦全勝のジャスティン・スコッギンズ、6戦全勝のベッチ・コヘイアがUFCデビュー。

## 試合結果

### アーリープレリム
第1試合 ウェルター級ワンマッチ 5分3R
○  アレックス・ガルシア vs.  ベン・ウォール ×
1R 0:43 KO（スタンドパンチ連打）

### プレリミナリーカード
第2試合 ミドル級ワンマッチ 5分3R
○  クリストフ・ヨトゥコ vs.  ブルーノ・サントス ×
3R終了 判定3-0（29-28、29-28、30-27）
第3試合 フライ級ワンマッチ 5分3R
○  ジャスティン・スコッギンズ vs.  リチー・ヴァキュリク ×
1R 4:43 TKO（パウンド）
第4試合 ミドル級ワンマッチ 5分3R
○  カイオ・マガリャエス vs.  ニック・リング ×
3R終了 判定3-0（29-28、29-28、29-28）
第5試合 バンタム級ワンマッチ 5分3R
○  水垣偉弥 vs.  ナム・ファン ×
3R終了 判定3-0（29-28、29-28、30-28）

### メインカード
第6試合 女子バンタム級ワンマッチ 5分3R
○  ベッチ・コヘイア vs.  ジュリー・ケッジー ×
3R終了 判定2-1（29-28、28-29、29-28）
第7試合 ミドル級ワンマッチ 5分3R
○  クリント・ヘスター vs.  ディラン・アンドリュース ×
2R終了時 TKO（ドクターストップ）
第8試合 ヘビー級ワンマッチ 5分3R
○  ソア・パラレイ vs.  パット・バリー ×
1R 2:09 KO（マウントパンチ）
第9試合 ライトヘビー級ワンマッチ 5分3R
○  ライアン・ベイダー vs.  アンソニー・ペロシュ ×
3R終了 判定3-0（30-27、30-27、30-26）
第10試合 ライトヘビー級ワンマッチ 5分3R
○  マウリシオ・ショーグン vs.  ジェームス・テフナ ×
1R 1:03 KO（左フック）
第11試合 ヘビー級ワンマッチ 5分5R
△  マーク・ハント vs.  アントニオ・シウバ △
5R終了 判定1-0（48-47、47-47、47-47）
※シウバの薬物検査失格によりハントはドロー、シウバはノーコンテスト。

### 各賞
ファイト・オブ・ザ・ナイト： マーク・ハント vs. アントニオ・シウバ
ノックアウト・オブ・ザ・ナイト： マウリシオ・ショーグン
サブミッション・オブ・ザ・ナイト： 該当者なし
各選手にはボーナスとして5万ドルが支給された。